# Jorge Géchem Turbay
Jorge Eduardo Gechem Turbay (Baraya, Huila, 1951) es un político colombiano.
Fue senador en varias ocasiones, secuestrado por las FARC-EP en el 2002 y hacia parte de los llamados canjeables. Luego de seis años de secuestro fue liberado.

## Biografía
La familia de Gechem hace parte de la gran inmigración turco-libanesa que se asentó en Colombia a principios del siglo XX. Está emparentado con Julio César Turbay Ayala, Julio César Turbay Quintero, Miguel Uribe Turbay y los hermanos Rodrigo y Diego Turbay Cote .
Economista de profesión y vinculado al Partido Liberal Colombiano, inició su carrera política como concejal de Baraya, pasando a la Asamblea Departamental y la Secretaría de Obras Públicas del Huila. En 1982 es elegido Representante a la Cámara, siendo reelecto en 1986. Tras su ascenso al Senado de la República en 1990 y sus sucesivas reelecciones en 1991, 1994 y 1998, Gechem se convierte en el principal líder liberal de su departamento. 
Durante muchos años fue presidente del directorio Liberal del Huila y luego presidente del directorio departamental de la U. Se desempeñó  a nivel nacional en tres ocasiones como miembro de la Comisión Política Liberal Central y actualmente es miembro de la dirección alterna Nacional del Partido de la U. También ocupó en tres oportunidades la Presidencia de Paz del Senado, precisamente cuando se desempeñaba en esta dignidad, en reemplazo de su primo Diego Turbay (asesinado 14 meses atrás junto con su tía política) el 20 de febrero de 2002, fue secuestrado en el avión de Aires por las FARC-EP, este hecho produjo la ruptura del proceso de conversaciones en el Caguán entre el gobierno de Andrés Pastrana  y el secretariado de las FARC-EP. Después de su libertad en el 2012 y 2013, siendo Senador, ocupó  nuevamente la Presidencia de la Comisión  de Paz, interpretando a las víctimas del conflicto, presidiendo con los integrantes de las Comisiones de Paz del Senado y Cámara de la época, foros en todas las capitales del país con las víctimas, donde se recolectaron cerca de cinco mil recomendaciones para consolidar verdad, justicia, reparación y no repetición; estas conclusiones fueron entregadas a los Embajadores de Noruega y Cuba, para ser entregadas a los negociadores en la Habana, tanto del Gobierno como de las FARC-EP, muchas de estas propuestas fueron incluidas en el Acuerdo firmado. 

### Secuestro
El 20 de febrero de 2002, cuando se encontraba en plena campaña para renovar su escaño, Gechem se transportaba en un avión de la aerolínea Aires entre Florencia y Neiva, cuando el vuelo fue tomado por guerrilleros de la Columna Móvil Teófilo Forero de las FARC-EP que obligaron a aterrizar el avión en una carretera municipal entre los municipios de Hobo y Gigante, dejando libres a todos los pasajeros y tripulación, salvo al senador Gechem, quien fue secuestrado. Ese mismo día, el Presidente Andrés Pastrana decretó el fin de la zona de distensión en la que se adelantaban negociaciones de paz con el grupo guerrillero. El secuestro del senador Gechem se produjo tres días antes del secuestro de la entonces candidata presidencial Íngrid Betancourt y de su fórmula vicepresidencial Clara Rojas a manos de la misma columna guerrillera que secuestró al senador.
Luego de seis años de secuestro, y conociéndose de su grave estado de salud por pruebas de supervivencia, las FARC-EP anuncian que Gechem se sumaría a los previamente anunciados Luis Eladio Pérez, Gloria Polanco y Orlando Beltrán Cuéllar, quienes serían liberados. La liberación se efectúa el 28 de febrero de 2008.
Para el 2010 es elegido nuevamente como Senador de la República por el Partido de la U. En el 2012 integró la Comisión de Paz, en donde lideró iniciativas dirigidas a que las guerrilla de las FARC-EP asumieran las conversaciones con seriedad y sin engaños.